# ایندیان ولز (آریزونا)
ایندیان ولز (به انگلیسی: Indian Wells) یک منطقهٔ مسکونی در ایالات متحده آمریکا است که در شهرستان ناواهو، آریزونا واقع شده‌است. ایندیان ولز ۲۶٫۹۳ کیلومتر مربع مساحت و ۱٬۸۵۳ نفر جمعیت دارد.